# Tim de Cler
Pour les articles homonymes, voir Cler.
Tim de Cler, né le 8 novembre 1978 à Leyde (Pays-Bas), est un footballeur international néerlandais. Il jouait  au poste de défenseur gauche avec l'équipe des Pays-Bas et le club de Feyenoord Rotterdam (1,83 m pour 70 kg).

## Carrière

### En club
- 1997-2002 : Ajax Amsterdam -  Pays-Bas
- 2002-2007 : AZ Alkmaar -  Pays-Bas
- 2007-.... : Feyenoord Rotterdam -  Pays-Bas

### En équipe nationale
Il a fait ses débuts internationaux en août 2005.
De Cler a participé à la coupe du monde 2006 avec l'équipe des Pays-Bas. 

## Palmarès
Ajax Amsterdam
- Eredivisie
  - Champion (2) : 1998 et 2002
- Coupe des Pays-Bas
  - Vainqueur (3) : 1998, 1999 et 2002

 Feyenoord Rotterdam
- Coupe des Pays-Bas
  - Vainqueur (1) : 2008